# Кейзерлинги
Кейзерлинг, в современной транскрипции Кайзерлинг (нем. Keyserlingk, пол. Kajzerling) — графский и баронский род курляндского дворянства, внесённый в дворянские матрикулы прибалтийских губерний.

## Происхождение и история рода

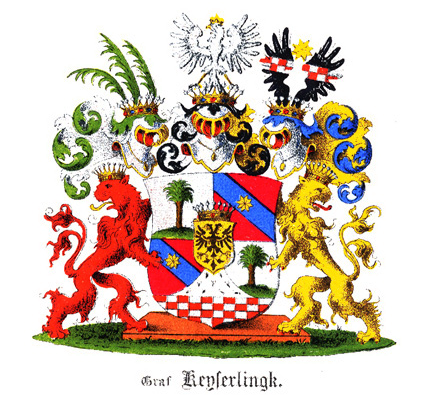
герб графов Кейзерлинг

Происходит из Вестфалии, в Курляндию переселился во второй половине XV века. Из числа потомков Германа фон Кейзерлинга (ум. 1618) три ветви получили в XVIII веке графский титул в Пруссии, тогда как Герман-Карл Кейзерлинг приобрёл графское достоинство от императора Священной Римской империи (1741).
В конце XIX века Кейзерлинги представляли ту часть остзейского дворянства, которая наиболее активно оппонировала русификации Прибалтики и высказывалась за укрепление связей балтийских немцев с Германией.
Высочайше утверждённым (19 мая 1897) мнением Государственного совета Гуго Карловы фон-Кайзерлингу, с нисходящим его потомством, разрешено пользоваться графским титулом и гербом, пожалованные прапрадеду его, барону Иоанну-Гебгарду фон-Кайзерлингу Прусским королём Фридрихом грамотою (25 апреля 1744).

## Основные представители
- Дитрих фон Кейзерлинг (1698—1745), полковник прусской службы, близкий друг Фридриха Великого, который посвятил памяти его (под именем Цезариона) несколько стихотворений. Жена — знаменитая красавица Элеонора фон Шлибен (1720—1755).
- Гебхард Иоганн фон Кейзерлинг (1699—1761), двоюродный брат предыдущего, владелец имения Раутенбург в Восточной Пруссии, где в качестве воспитателя его детей жил Иммануил Кант.
- Дитрих фон Кейзерлинг (1713—1793), канцлер герцогства Курляндского, двоюродный брат предыдущих.
- Граф (с 1741) Герман Карл фон Кейзерлинг (1697—1764) — его брат, курляндский дипломат на русской службе, посланник в Вене и Дрездене, президент Петербургской академии наук.
  - Граф Генрих Христиан фон Кейзерлинг (1727—1787) — сын предыдущего, дипломат на русской службе; его жена Каролина (1727—1791) держала литературный салон в Кёнигсберге.
    - Граф Александр фон Кейзерлинг (1815—1891) — выдающийся естествоиспытатель своего времени, правнучатый племянник предыдущего, правнук Гебхарда Иоганна, зять графа Е. Ф. Канкрина.
      - Граф Генрих фон Кейзерлинг (1831—1874), племянник предыдущего, был прусским посланником в Турции. Женат на дочери графа И. Р. Анреп-Эльмпта. Райкюль, эстонская усадьба графа Александра Кейзерлинга Арнольд Кейзерлинг в 2005 году

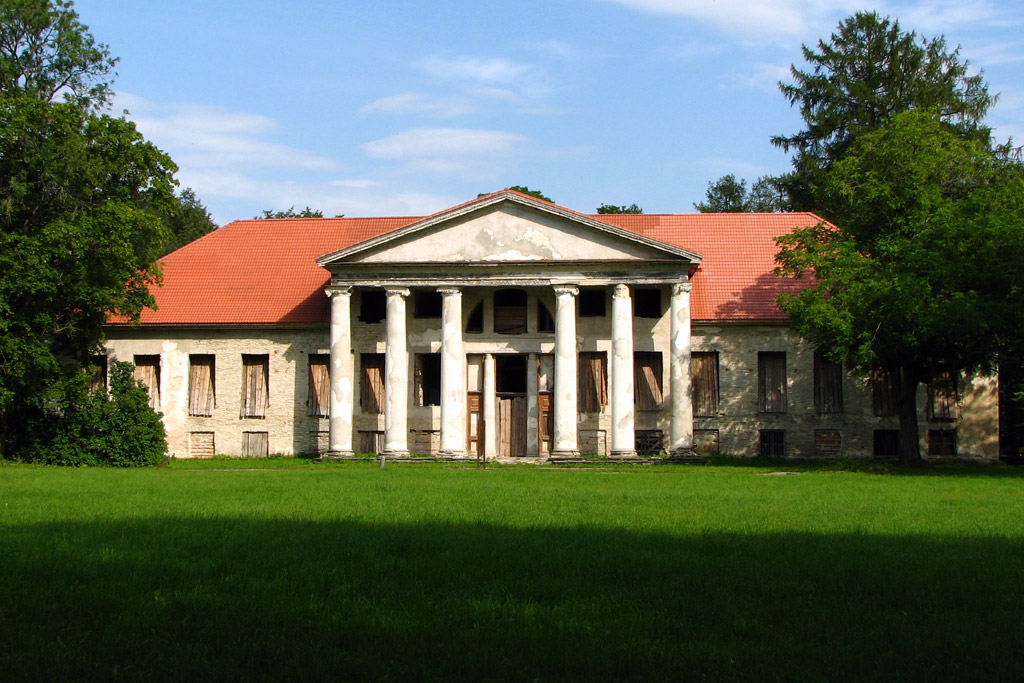
Райкюль, эстонская усадьба графа Александра Кейзерлинга

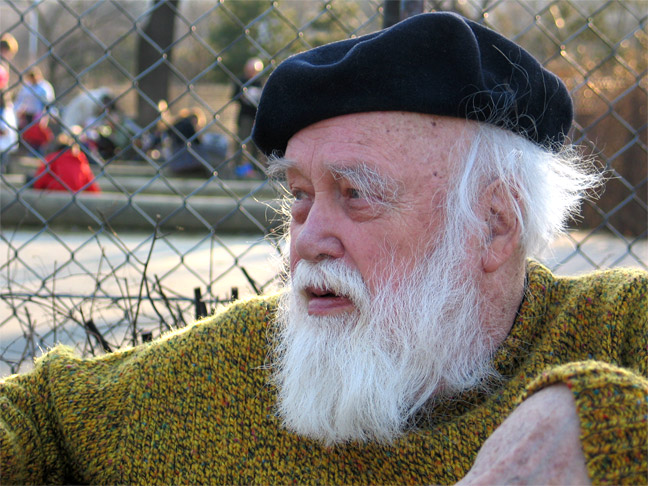
Арнольд Кейзерлинг в 2005 году

      - Другой племянник Александра, граф Эдуард фон Кейзерлинг (1855—1918), был видным остзейским писателем-новеллистом, популярным во всём немецкоговорящем мире.
        - Граф Арчибальд Кейзерлинг (1882—1951), племянник предыдущего, в чине адмирала был первым командующим ВМС Латвийской республики (1924—1931).
        - Граф Герман Александр фон Кейзерлинг (1880—1946) — немецкий философ и писатель, троюродный брат предыдущего, внук графа Александра; женат на внучке Отто фон Бисмарка.
          - Граф Арнольд фон Кейзерлинг (1922—2005), сын предыдущего, также известен как мыслитель.

Все перечисленные выше лица происходят от Германа Эрнста фон Кейзерлинга (1625—1680). Из потомства его дяди Иоганна фон Кейзерлинга (ум. 1680) наиболее примечательны следующие:
- Георг-Иоганн Кейзерлинг (умер в 1711), внук Иоганна, будучи прусским посланником при дворе Петра Великого, женился на его бывшей любовнице Анне Монс.
- Иоганн-Генрих Кейзерлинг (умер в 1734), брат предыдущего, на посту курляндского канцлера покровительствовал возвышению Бирона.
- Герман-Кристоф Кейзерлинг (умер в 1755), двоюродный брат предыдущих, перебрался на жительство в Пруссию.
  - Герман Кейзерлинг (1773—1858), внук предыдущего, преподавал философию в Берлинском университете.